# جوان ليزلي
جوان ليزلي (بالإنجليزية: Joan Leslie)‏ (و. 1925 – 2015 م) هي ممثلة، وممثلة أفلام، وممثلة تلفزيونية من الولايات المتحدة الأمريكية . ولدت في ديترويت، ميشيغان .
توفيت في لوس أنجلوس .

## روابط خارجية
- جوان ليزلي على موقع IMDb (الإنجليزية)
- جوان ليزلي على موقع ألو سيني (الفرنسية)
- جوان ليزلي على موقع تيرنر كلاسيك موفيز (الإنجليزية)
- جوان ليزلي على موقع أول موفي (الإنجليزية)
- جوان ليزلي على موقع قاعدة بيانات الأفلام السويدية (السويدية)
- جوان ليزلي على موقع إن إن دي بي (الإنجليزية)
- جوان ليزلي على موقع ديسكوغز (الإنجليزية)
- جوان ليزلي على موقع قاعدة بيانات الفيلم (الإنجليزية)
- جوان ليزلي على موقع كينوبويسك (الروسية)